# Euchemotrema fraternum
Euchemotrema fraternum är en snäckart som först beskrevs av Thomas Say 1824.  Euchemotrema fraternum ingår i släktet Euchemotrema och familjen Polygyridae. Inga underarter finns listade i Catalogue of Life.